# Estadio Mariscal Castilla
El Estadio Mariscal Castilla es un estadio de fútbol y atletismo ubicado en la avenida Mariscal Castilla en el distrito de El Tambo, en la ciudad de Huancayo, capital del departamento de Junín (Perú).